# Дубайский шоколад
Дубайский шоколад — название шоколадной плитки с начинкой из смеси кадайфа и фисташек, производимой компанией Fix Dessert Chocolatier в эмирате Дубай.

## История
Дубайский шоколад впервые создан предположительно в 2021 году в результате экспериментов по созданию хрустящего десерта с элементами восточных сладостей, британкой египетского происхождения Сарой Хамудой.
Шоколад привлёк международное внимание, когда в декабре 2023 года, российская блогер в сфере питания Мария Вехера выложила в сервисе TikTok вирусный ASMR ролик поедания шоколада. За полгода ролик набрал более 56 миллионов просмотров.
Летом и осенью 2024 года дубайский шоколад стал модой в Европе, чему способствовало распространение в социальных сетях, инфлюенсеры и блогеры с большим количеством подписчиков внесли значительный вклад в популярность данного продукта, позже эта тенденция распространилась по всему миру. Спрос на шоколад из Дубая резко вырос во Франции, после того как потомственный принц Дубая, Хамдан ибн Мохаммед Аль Мактум, создал собственный бренд шоколада с фирменным логотипом на упаковке.

## Использование термина «Дубайский шоколад»
По данным немецкого Управления по патентам и товарным знакам, 4 декабря 2024 года в Германии было в общей сложности 19 активных заявок на товарные знаки, которые включали термин «Дубай» в отношении кондитерских изделий. В Европе зарегистрировано более 30 аналогичных заявок на товарные знаки шоколада. Термин «Дубайский шоколад» обычно используется для описания варианта шоколада с фисташковым кремом и катаифом. Поскольку Объединённые Арабские Эмираты не являются членами международного соглашения о защите названий происхождения, термин «шоколад Дубай» не подпадает под защиту закона, касающегося защищённого географического указания.

## Критика
Производители шоколада объяснили высокую цену плитки, которая составляла от 10 до 20 евро осенью 2024 года, высокими затратами на приобретение фисташкового крема и большими затратами ручного производства однако независимые эксперты, в том числе представители центров консультирования потребителей поставили под сомнение адекватность этой цены. Особенно подчёркнуто несоответствие между рекомендованной розничной ценой ограниченного выпуска Lindt Special Edition в 14,99 евро и ценами до 2 900 евро, которые частные продавцы предлагают в интернете. В сообщениях прессы высказывались предположения о том, был ли вирусный маркетинг вокруг шоколада специально инициирован кампанией по улучшению имиджа Объединённых Арабских Эмиратов, чтобы сместить с международного внимания спорную ситуацию с правами человека в этом государстве. Отмечается что по стоимости дубайский шоколад не дороже обычного шоколада или многих других шоколадных изделий. Кроме того, предполагаемый эффект рекламы эмирата Дубай был поставлен под сомнение.